# Салтыков, Семён Андреевич
Граф Семён Андре́евич Салтыко́в (10 (20) апреля 1672 — 1 (12) октября 1742, Москва) — командир Преображенского полка, сенатор, обер-гофмейстер, кавалер ордена Андрея Первозванного.
Отец генерал-фельдмаршала П. С. Салтыкова, дед генерал-фельдмаршала И. П. Салтыкова.

## Биография
Представитель ярославской ветви старинного рода Салтыковых. Родился в апреле 1672 года в семье стольника Андрея Ивановича Салтыкова (умер в 1703).
В 1697 году был направлен Петром I в Англию и Голландию для изучения морского дела, но, вернувшись обратно с недостаточными познаниями в морских науках, был определён по службе в сухопутные войска. Начал службу в Преображенском полку, участвовал в событиях Северной войны. В феврале 1712 года назначен командиром батальона лейб-гвардии Преображенского полка.
6 января 1719 года к званию гвардии майора получил чин бригадира; 12 ноября того же года был назначен членом Военной коллегии. С 28 января 1722 года — генерал-майор. В числе первых девятнадцати человек, 21 мая 1725 года был награждён орденом Св. Александра Невского. В 1726 году «произведён к присутствованию в Высоком Сенате».
3 февраля 1727 года был произведён в генерал-лейтенанты и осенью того же года принял активное участие в свержении А. Д. Меншикова. 7 сентября Пётр II объявил гвардии, чтобы она слушалась только его приказов, которые он будет передавать ей через Салтыкова и Юсупова, а на следующий день Салтыков объявил Меншикову о его аресте и ещё через два дня сообщил ему о лишении чинов и орденов. За точное выполнение приказа Салтыков 11 октября 1727 года был произведён в подполковники лейб-гвардии Преображенского полка и назначен командиром этого полка.

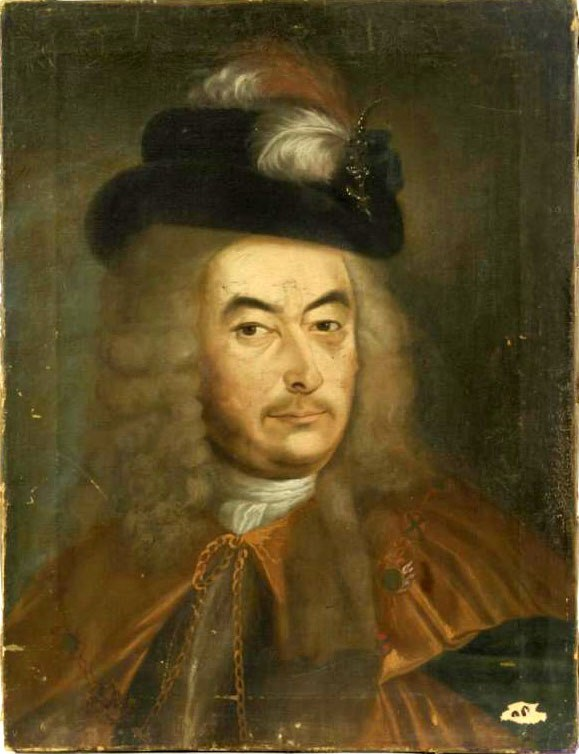
Копия 1780-х с неизвестного оригинала

В 1728 году, 9 сентября он был назначен состоять при украинском гетмане вместо Фёдора Наумова, но уже 23 декабря того же года был заменён А. И. Шаховским.
Принял активное участие в событиях 1730 года, когда занял сторону Анны Иоанновны, родственником которой являлся; 25 февраля императрица приказала гвардии повиноваться только Салтыкову и только ему. После победы Анны Иоанновны 6 марта он был произведён в полные генералы, назначен обер-гофмейстером с поручением заведывать Московской дворцовой канцелярией, а 30 марта того же года был награждён орденом Св. Андрея Первозванного, а 24 ноября пожалован званием генерал-адъютанта.
В 1731 году получил 800 крестьянских дворов в Московском, Нижегородском и Казанском уездах.
После переезда двора в 1732 году из Москвы в Санкт-Петербург был оставлен в Москве главнокомандующим, с тайной инструкцией тщательного наблюдения за всеми административными учреждениями и начальствующими лицами.
28 января 1733 года возведён в графское достоинство. В том же году ему было предписано присутствовать в Московской сенатской конторе. В 1736 году получил выговор от императрицы за то что судебные дела решаются медленно и часто по «партикулярным страстям». В 1739 году после восстановления в Москве должности генерал-губернатора и назначения на эту должность генерал-фельдмаршала Трубецкого утратил своё значение первого лица в Москве.
После вступления на престол Елизаветы Петровны ему было предписано присутствовать в обновлённом Сенате.
Умер 1 октября 1742 года в Москве. Похоронен в Никитском женском монастыре.

## Память
- Наряду с другими лицами, образ С.А. Салтыкова увековечен в галерее бронзовых барельефов «Следователи и организаторы следствия эпохи правления Петра I», расположенной в административном здании Следственного комитета Российской Федерации по адресу: г. Москва, Технический пер., д. 2, стр. 1 (автор - Д.В. Клавсуц, художник Студии военных художников имени М.Б. Грекова). Открытие галереи состоялось 13 января 2023 г., в день празднования 12-й годовщины образования независимого следственного органа - Следственного комитета Российской Федерации.

- портрет С.А. Салтыкова размещен в наборе почтовых открыток «Следователи и организаторы следствия эпохи правления Петра I» (художник - И.О. Муротьян). Набор издан АО «Марка» в 2022 г.

## Семья
Жена — Фёкла Яковлевна Волынская (троюродная тётка кабинет-министра). Дети:
- Пётр Семёнович Салтыков (1698—1772) — генерал-фельдмаршал, командующий русской армией во время Семилетней войны, генерал-губернатор Москвы.
- Владимир Семёнович Салтыков (1705—1751) — вице-губернатор Москвы.

## Источник
- Салтыков, Семён Андреевич // Русский биографический словарь. В 25 т. / под наблюдением А. А. Половцова.